# Ненецкий заказник
Не́нецкий заказник — государственный природный заказник федерального значения в Ненецком автономном округе.

## История
Ненецкий заказник был создан 13 декабря 1985 года. Целью заказника является сохранение, восстановление и воспроизводство редких видов животных и растений.

## Расположение
Заказник располагается на северо-востоке Малоземельской тундры, на территории Ненецкого автономного округа Архангельской области. Площадь заказника составляет 308 500 га.

## Климат
В январе средняя температура — −14 °С, в июле — 8 °С. Среднегодовое количество осадков составляет около 300 мм.

## Флора и фауна
На территории заказника произрастают редкие виды растений, такие как фиппсия холодолюбивая, ладьян трехнадрезный, песчанка ложнохолодная, крупка ледниковая, крупка норвежская, родиола розовая, жирянка альпийская и др. В заказнике гнездятся краснокнижные виды птиц: белоклювая гагара, пискулька, малый лебедь, беркут, орлан-белохвост, кречет, мапсан. Широко распространены виды семейства лососевых: семга, нельма, чир, омуль, пелядь, сиг.